# Hans Buschor
Hans Buschor (Altstätten, Sankt Gallen kanton, 1933. január 24. – Flawil, Sankt Gallen kanton, 2017. február 26.) svájci katolikus pap, rendező, a német K-TV vezérigazgatója, 2011-től haláláig.

## Életrajz
A Disentis-i Bencés Kolostorban maturált. Az Innsbruck-i Egyetemen tanult teológiát.
1959. március 15-én szentelték pappá.